# Oiva Lommi
Oiva Lommi   (Vehkalahti, 30 de juny de 1922 - Kotka, 23 de juliol de 2000) fou un remer finlandès que va competir durant les dècades de 1940 i 1950.
El 1948 va prendre part en els Jocs Olímpics d'Estiu de Londres, on quedà eliminat en sèries en la prova del quatre amb timoner del programa de rem. Quatre anys més tard, als Jocs de Hèlsinki, guanyà la medalla de bronze en la prova del quatre sense timoner del programa de rem. Formà equip amb Veikko Lommi, Kauko Wahlsten i Lauri Nevalainen, en el que fou la primera medalla olímpica en rem de Finlàndia.
A banda d'aquest gran èxit internacional Lommi va guanyar onze campionats finlandesos entre el 1945 i 1952.